# Contention mécanique
 (juin 2025).
Améliorez-le ou discutez des points à vérifier. 
 (juin 2025).
La contention mécanique est un soin thérapeutique appliqué par le personnel paramédical des hôpitaux psychiatriques, visant à contenir par un moyen physique un patient en état de crise.

## Champs d'application
Deux champs d'application sont possibles :
- pouvant être d'urgence relative, faisant suite à la demande du patient sentant qu'il devient perméable ou n'arrivant plus à se contenir, ou proposé par l'équipe soignante au patient dans la majeure partie des cas, le patient y est coopératif ;
- elle peut être d'urgence absolue, imposée par l'équipe soignante, lié à une détresse psychique, face à un patient hétéro ou auto agressif, visant à protéger l'ensemble des personnes présentes dans l'unité de soin, à protéger le patient de lui-même, et éviter une escalade de la violence. Dans ce cas de figure, le patient étant rarement coopératif, les équipes de soins font appel à des renforts de collègues infirmiers, soit d'un service spécialisé, tel que le SAGI[Quoi ?] en France, soit d'autres unités de soins ; le plus souvent la présence du nombre annihile toute tentative de résistance physique.

Dans tous les cas de figures, les consignes donnent la priorité à l'écoute et à la parole[réf. nécessaire], dans le but de désamorcer la période de crise, l'usage de la force physique ne doit être faite qu'en dernier recours et par le biais de techniques bien spécifiques connues par le personnel soignant[réf. souhaitée].
Cette mesure de soin n'est pas à dissocier de la mise en isolement thérapeutique, elle vise le retour au calme de l'unité psychique par le biais de la limitation sensorielle des stimuli extérieurs[réf. souhaitée]. En revanche le placement en isolement thérapeutique n'implique pas nécessairement de contention.

## En pratique
Cela consiste à installer le patient en décubitus dorsal, et à limiter la mobilité de ses quatre membres par l'application de sangles de néoprène, elles-mêmes rattachées au lit de celui-ci. Dans les cas de grande agitation, et selon les services, il peut se rajouter une sangle ventrale. Le protocole de soin relatif à l'usage des contentions mécaniques prévoit une sédation, un isolement sécurisé du patient (fouille du patient et de son lit, mise en pyjama, porte et fenêtres fermées, aucun matériel dans la chambre), une surveillance infirmière accrue et régulière, une prescription médicale, une traçabilité dans le dossier de soin infirmier et médical, avec si besoin un changement de statut d'hospitalisation (mise sous contrainte de soins), et enfin une alerte du service de sécurité incendie de l’hôpital[réf. nécessaire].
La contention mécanique n'est utilisée que par inadaptation des autres possibilités de juguler un accès de violence physique et/ou de détresse psychique[réf. nécessaire], rendant de fait impossible toute adhésion à un soin libre et éclairé. Une efficacité sur le plan de la protection des principaux acteurs (patients, familles, soignants, administratifs) lors de la prise en charge intra-hospitalière, est reconnue.
Bien que le cadre légal prévoit la mise en place de cette mesure de soin*, des controverses existent toutefois concernant l'efficacité face à certains troubles mentaux et les risques de maltraitances[réf. nécessaire].

## Points de controverse

### Une pratique à l’épreuve des faits
En l’état actuel des connaissances, la contention mécanique n’est pas rationnellement qualifiable de thérapeutique. Dans un environnement médical dont la pratique est de plus en plus soumise à la mise à l’épreuve de la médecine fondée sur les faits (evidence based medecine, EBM), la chambre d’isolement ne fait pas l’unanimité en tant qu’outil thérapeutique efficace.
Une efficacité en termes de protection des principaux acteurs (patients et soignants) lors de la prise en charge hospitalière, est reconnue. Toutefois la controverse porte sur l’efficacité sur le trouble mental.
L’ANAES, maintenant Haute Autorité de Santé (HAS) (1998), dans son audit clinique sur la chambre d’isolement, nous dit qu’elle ne peut se prononcer sur son efficience thérapeutique faute d’étude comparative.
Selon Friard (2004), la pratique liée à l’isolement dans différents pays, que ce soit en Allemagne, Angleterre ou au Canada, est assimilée à un acte sécuritaire et non thérapeutique. Ces pays considèrent la pratique de l’isolement comme sécuritaire car elle n’aurait pas d’autres objectifs que la protection des professionnels ou du patient lui-même. La France fait donc figure d’exception en la matière.
Enfin si l’on passe en revue la littérature médicale, il ne figure pas d’étude contrôlée démontrant le bénéfice thérapeutique de cette pratique.
Les principales études relatant le vécu de patients ayant été contenu mécaniquement font apparaître un vécu majoritairement péjoratif selon Palazzolo (2002).

## Histoire et évolution en France

### Le poids de l’histoire
La naissance du cadre épistémologique, tant médical qu’infirmier, se situe à la fin du siècle des Lumières. La lecture de Pinel ou d’Esquirol constitue une entité, en l’occurrence l’aliénation mentale. Cette dernière constitue un paradigme fondamental : le traitement moral et son concept central l’isolement, qui retient notre attention.
L'essor de l'aliénisme à la fin du XVIIIe siècle en France marque l'émergence d'une nouvelle discipline : la psychiatrie. Philippe Pinel, à travers son Traité médico-philosophique sur l'aliénation mentale (1801) décrit la naissance de la psychiatrie « moderne » et du métier de surveillant, ancêtre de l'infirmier en psychiatrie.
En s'appuyant sur l'exemple de Pussin, Pinel décrit les qualités physiques et morales qu'exige la surveillance des aliénés dans les hospices.
Il faut… une fermeté inébranlable, un courage raisonné et soutenu par des qualités physiques les plus propres à imposer, une stature de corps bien proportionnée, des membres pleins de force et de vigueur, et dans les moments orageux le ton de voix le plus foudroyant, la contenance la plus fière et la plus intrépide.
Les qualités physiques sont alors prépondérantes dans la fonction. Le cinquième chapitre (sur six) est consacré à la police intérieure et surveillance à établir dans les hospices d'aliénés. L'idée maîtresse est d'assurer la direction d'êtres assimilés à des enfants « turbulens et fougueux qu'il faut réprimer… avec douceur, mais toujours avec une fermeté inflexible ».
Le patient n’est pas alors considéré comme un majeur mais comme un enfant à éduquer fermement.
En l’absence de traitement sédatif, l'usage traditionnel de la contrainte physique, afin de maintenir l'ordre dans l’hospice, constitue le paradigme originel du travail de surveillant en psychiatrie. Ce paradigme sera renforcé par la double mission de la psychiatrie française (d'abord par la loi de 1838 puis celle de 1990) qui associe soin et maintien de l'ordre social. L'usage des neuroleptiques a freiné mais n’a pas fait disparaître l'usage de la contention mécanique, donc l'usage de la force physique.
Esquirol, théoricien de l’isolement, a en 1832 publié la codification de l’utilisation de la chambre d’isolement. La première indication concerne non pas l’aspect thérapeutique mais clairement l’aspect sécuritaire :
« Tout ce qui préside conduit aux conclusions suivantes. Les aliénés doivent être isolés pour leur sûreté, pour celle de leur famille et pour l’ordre public. »
Casimir Pinel (1861), le neveu du réformateur, exprimera la double finalité de l’isolement : « Ce n’est point de gaieté de cœur que l’on songe à isoler un aliéné ; nécessité vaut loi. Guérir s’il est possible, prévenir de dangereux écarts, tel est le devoir imposé par les lois de l’humanité et de la préservation sociale ». L’isolement est donc un outil au service de la police intérieure et extérieure.
L’enfermement pour Michel Foucault (1976) est une technique disciplinaire qui a pour but de rendre les corps utiles dans un but économique tout en les rendant obéissants au sens politique.

### L’impact de la normalisation des soins dans le champ de la psychiatrie
Dans un souci d’améliorer la qualité des soins, l’ordonnance d’avril 1996 a rendu la démarche d’accréditation obligatoire. La loi Kouchner du 4 mars 2002 en représente le cadre législatif qui renforce les droits des patients. Dans ce contexte, l’Agence nationale d'accréditation et d'évaluation en santé (ANAES, 1998), a défini des indications et contre-indications afin d’améliorer les conditions d’isolement du patient.
Le mot isolement apparaît explicitement pour la première fois en 1993 avec la circulaire dite Veil et rappelle que cette pratique doit être « médicalement justifiée ». Enfin en février 2002, le rôle propre infirmier s’enrichit, dans le cadre d’une prescription médicale, de la surveillance de la chambre d’isolement.
L’essentiel des textes encadrant cette pratique, née il y a deux siècles, s’inscrivent dans les deux dernières décennies. La codification de l’utilisation de la chambre d’isolement par une autorité officielle permet d’avoir une référence, à la fois éthique et pratique, en offrant des normes d’utilisations de cet outil. Avant, on peut penser que cet outil était utilisé en fonction de la philosophie de soin du service et ou de l’intentionnalité du soignant.

### Cadre légal et suivi des risques
Pannetier (2004) a réfléchi à la question de l’usage de la contention physique avec un patient agité. Ce dernier constate que ni le décret de compétence infirmière ni le Code pénal n’autorise l’usage de la force physique pour contraindre. Selon lui, seuls les articles 122-5, 122-6 et 122-7 du nouveau Code pénal pourraient justifier l’usage de la force physique en cas de légitime défense.
Ces protocoles sont inscrits dans le cadre légal en vert de la Loi n° 90-527 du 27 juin 1990 et du code de la santé publique L3211, L3212 relatifs aux droits et à la protection des personnes hospitalisées en raison de troubles mentaux et à leurs conditions d’hospitalisation.
La contention est considérée comme acte thérapeutique dès lors qu'il y a prévention d'un acte de violence du patient envers lui-même ou envers autrui, et que les autres moyens à disposition sont insuffisants ou inappropriés, et prévention d'un risque de rupture thérapeutique, alors que l'état de santé impose des soins et que les autres moyens à disposition sont insuffisants ou inappropriés.
Les risques de décès par strangulation ou asphyxie, et à la suite de traumatismes liés à la contention sont mentionnés par l'ANAES (maintenant Haute Autorité de Santé). 
Le manque de données épidémiologiques précises a été souligné, et de même, le Contrôleur général des lieux de privations de liberté demande la tenue d'un registre concernant l'isolement et la contention, afin que le nombre de décès dus à ces pratiques soit suivi.

### Des moyens structurels et humains en baisse
Pinquier (1999) souligne l’augmentation de l’utilisation de la chambre d’isolement du fait de la féminisation des équipes soignantes. Parallèlement les hospitalisations sans consentement ont augmenté de 57 % entre 1988 et 1998 selon le rapport Piel et Roeland (2001) et le nombre de lit a baissé ces dernières années contribuant à concentrer les cas les plus difficiles.
Enfin la médiatisation du décès d'infirmier et aides-soignants, en février et octobre 2005, vient alimenter les craintes des professionnels de psychiatrie.

## Critiques

### Droits de l'homme
Le 8 octobre 2015, les deux rapporteurs spéciaux de l'ONU, Catalina Devandas-Aguilar et Dainius Pūras, avaient déjà formulé des avertissements envers la France, mais également envers tous les États pratiquant des « traitements psychiatriques non-consensuels » (voir Psychiatrie). 
Lors de sa réunion fondatrice à Marseille, le 5 janvier 2017, l'association PADUP a conçu une réflexion commune au sujet des recommandations de la HAS, portant sur la pratique clinique de l’isolement et de la contention.
D'après les observations de cette association, la contention est vue comme une pratique qui touche toutes les générations, de l'enfant, aux personnes handicapées ou âgées placées en institution. Les pratiques de la contention et de l'isolement sont vues comme courantes dans les services de psychiatrie, entre autres lieux de privation de liberté (gériatrie,  établissements d'accueil des  enfants et des adolescents, centres de rétention administrative...), et comme ne relevant pas de décisions thérapeutiques mais de considérations d’organisation, d'économie et de gestion.
Le Rapporteur spécial des Nations unies sur la torture a appelé à un bannissement absolu des pratiques de contention et d'isolement, et qualifie l'emploi de contentions de torture ou de maltraitance. Ceci s'effectue dans le cadre de la critique des traitements involontaires en santé mentale.

### Manque d'efficacité thérapeutique avérée
Selon le rapport de 2016 du Contrôleur des lieux de privation de libertés, il existe peu d'études portant sur l'efficacité thérapeutique du recours à la contention et à l'isolement. Les défenseurs de ces pratiques leur donnent des vertus basées sur la restriction de l'environnement, la séparation physique des autres, la réduction de la stimulation sensorielle ou la régression du patient, grâce à la relation de maternage qu'ils entretiennent avec les soignants pendant le traitement. Même si certaines études estiment, sans pouvoir le confirmer, que l'utilisation de salles d'isolement contribue à réduire le nombre d'épisodes violents, d'autres concluent que le renforcement du personnel et la formation des équipes sont des moyens plus efficaces pour répondre à ces épisodes.
Des études effectuées dans plusieurs pays européens montrent que les estimations de l'incidence de trouble de stress post-traumatique après isolement ou contention varient de 25 à 47 %, surtout pour les patients ayant vécu des expériences traumatisantes. La perception subjective de l'isolement et de la contention semble dépendre de la variabilité interindividuelle, mais elle est largement négative et stressante.